# Silas McLellan
Silas McLellan, född 17 mars 1897, död 10 februari 1974, var en friidrottare från Kanada. Han deltog vid olympiska sommarspelen 1928.